# Mark Richards
Mark Richards est un surfeur professionnel australien né le 7 mars 1957 à Newcastle en Nouvelle-Galles du Sud.

## Biographie
Mark est né et a grandi à Newcastle, il est le fils de Ray et Val Richards. Dans la fin des années 1950, Ray a vu les nouvelles  planches de surf en fibre de verre, que Greg Noll et d'autres Californiens avaient apporté avec eux en 1956. Les nouvelles planches sont plus courtes et plus maniables que les panneaux de bois solides utilisés jusque-là. Il a monté une boutique de ventes de planches. Alors, quand Mark est né en 1957, il a toujours été autour des planches de surf, grandi avec surf et des minuscules longboards. Il a appris à surfer dans les vagues en douceur dans Forgerons Beach, à environ 15 minutes au sud de Newcastle, une plage en partie abritée par la digue sur le côté nord de l'entrée du lac Macquarie. La famille s'est également rendue à Rainbow Bay sur la Gold Coast du Queensland pour des vacances, où il a surfé à Snapper Rocks.  
Mark Richards a surfé de nombreuses compétitions de jeunes autour de l'Australie, en prenant des congés scolaires pour aller dans certains cas. Il a également fait des voyages à Hawaï pour l'hiver sur la Côte-Nord comme un adolescent. Le point culminant de sa carrière junior a été une victoire à Margaret River en 1973.
En 1983 ainsi que les années suivantes Mark a choisi de ne pas défendre son titre, en raison de maux de dos. Richards a en effet souffert des problèmes de dos tout au long de sa carrière dû à sa morphologie : jambes courtes et le tronc un peu plus long que la moyenne, ce qui signifiait qu'il avait tendance à pivoter non pas sur les hanches, mais avec un couple de vertèbres en place, tendant les ligaments qui les entourent. 
Aujourd'hui Richards vit toujours à Newcastle avec sa femme et ses trois enfants et s'occupe du Mark Richards Surf Shop, rue Hunter, le même atelier ouvert par ses parents.
Il a participé en 2001 et 2003 au Quiksilver Masters avec son ami Wayne Bartholomew (Président de l'ASP World Tour). En 2001 il a été champion du monde (des plus de 45 ans) et vice-champion en 2003.

## Palmarès

### Titres
- 1979 : Champion du monde de surf
- 1980 : Champion du monde de surf
- 1981 : Champion du monde de surf
- 1982 : Champion du monde de surf
- 2001 : Champion du monde des plus de 45 ans au Quiksilver Masters en Irlande

### Podiums
- 2003 : Vice-champion du monde des plus de 45 ans au Quiksilver Masters à Oahu, Hawaï[1]

### Victoires
- 1976 : Coca-Cola Surfabout, Sydney,Nouvelle-Galles du Sud, Australie (WCT).
- 1978 : Rip Curl/Coca-Cola Classic, Bells Beach, Victoria, Australie (WCT).
- 1979 : 15th-ABC Duke Kahanamoku Classic, North Shore, Oahu, Hawaï (événement).
- 1979 : Gran Slam Australia,  Victoria/Nouvelle-Galles du Sud/Queensland Australie (événement).
- 1979 : Hang Ten World Cup, Haleiwa, Oahu, Hawaï (WCT).
- 1979 : J.S.O Niijima Super Surfing, Habushi-Ura Beach, Niijima, Japon (WCT).
- 1979 : Men's Cup, North Shore, Oahu, Hawaï (événement).
- 1979 : Rip Curl Easter Classic, Bells Beach, Victoria, Australie (WCT).
- 1979 : Stubbies Surf Classic, Burleigh Heads,Queensland, Australie (WCT).
- 1980 : Offshore Pipeline Masters, Banzai Pipeline, Oahu, Hawaï (WCT).
- 1980 : Guston 500, Durban,Natal, Afrique du Sud (WCT).
- 1980 : Hang Ten International, Durban,Natal, Afrique du Sud (WCT).
- 1980 : Rip Curl Classic, Bells Beach, Victoria, Australie (WCT).
- 1981 : Mainstay Magnum, Durban,Natal, Afrique du Sud (WCT).
- 1981 : Stubbies Surf Classic, Burleigh Heads,Queensland, Australie (WCT).
- 1981 : US Pro Invitational, Surfrider Beach, Malibu, Californie, États-Unis (WCT).
- 1982 : Guston 500, Durban,Natal, Afrique du Sud (WCT).
- 1982 : Rip Curl Classic, Bells Beach, Victoria, Australie (WCT).
- 1985 : Billabong Pro, Sunset Beach, Oahu, Hawaï (WCT).
- 1986 : Billabong Pro, Sunset Beach, Oahu, Hawaï (WCT).

## Activités après le surf
Mark a fait une apparition dans la série dramatique télévisée sur la chaine de TV américaine ABC : SeaChange dans le rôle d'un fabricant de planche de surf (comme lui).

## Sources et références
1. ↑  (fr) Mark Richards vice-champion du monde masters
2. ↑  (en) épisode de SeaChange sur le site d'ABC